# مسعد الطنباري
مسعد الطنباري (28 أغسطس 1950 - 20 نوفمبر 2021)، هو مخرح مسرحي مصري، اتجه إلى العراق ليعمل مشرفًا ثقافيًا للأنشطة بالجامعة المستنصرية، وتألق اسمه في عدد من المسرحيات المختلفة بالعراق. وتدرج في الكثير من المناصب حتى وصل إلى منصب مدير فني في الإمارات العربية المتحدة، وقام بإخراج عدد من المسلسلات المختلفة. وهو والد الفنان رامي الطمباري.

## من أعماله
- النار والزيتون (مسرحية).
- مغامرة رأس المملوك جابر (مسرحية).
- الملك هو الملك، (مسرحية 1990).

- حاير طاير (مسلسل)
- زمن الطيبين (مسلسل)
- المرسى والأرض (مسلسل)
- سوالف الدار (مسلسل)